# Eothalassius
Eothalassius (лат.) — род мух-зеленушек из подсемейства Parathalassiinae (Dolichopodidae). 4 вида из Юго-Восточной Азии, Папуа — Новой Гвинеи, Коста-Рики и Средиземноморья. Он также содержит три неописанных вида, один из Новой Каледонии и два из Японии.

## Описание
Мелкие желтовато-коричневые мухи длиной 1,0—1,4 мм. Антенна с аристоподобным стилусом по крайней мере в 5 раз длиннее широкояйцевидного постпедицеля; лицо узкое, около ширины переднего глазка; гипопигий с гипандрием и эпандрием в значительной степени слиты, церки сильно асимметричны; терминалии самки с синтергитом 9+10 с акантофорными волосками, церкус тонкий с длинным апикальным волоском. Крыловая жилка CuA округлая, ячейка cua выпуклая в верхней части до полностью яйцевидной, анальная лопасть не развита.

## Классификация
Род включает 4 вида. Впервые описан в 2005 году. Филогенетически связан с родами Chimerothalassius и Microphorella
- Eothalassius borkenti Cumming & Brooks, 2011[5] — Коста-Рика
- Eothalassius gracilis Shamshev & Grootaert, 2005[4] — Таиланд, Индонезия (Ириан Джая), Папуа-Новая Гвинея
- Eothalassius merzi (Gatt, 2003)[7][2] — Кипр, Мальта, средиземноморское побережье Турции
- Eothalassius platypalpus Shamshev & Grootaert, 2005[4] — Папуа-Новая Гвинея